# Vaumas
Vaumas és un municipi francès, situat al departament de l'Alier i a la regió d'Alvèrnia-Roine-Alps. L'any 2007 tenia 540 habitants.

## Demografia

### Població
El 2007 la població de fet de Vaumas era de 540 persones. Hi havia 221 famílies de les quals 59 eren unipersonals (24 homes vivint sols i 35 dones vivint soles), 79 parelles sense fills, 71 parelles amb fills i 12 famílies monoparentals amb fills.
La població ha evolucionat segons el següent gràfic:
Habitants censats

### Habitatges
El 2007 hi havia 297 habitatges, 225 eren l'habitatge principal de la família, 35 eren segones residències i 37 estaven desocupats. 290 eren cases i 6 eren apartaments. Dels 225 habitatges principals, 160 estaven ocupats pels seus propietaris, 63 estaven llogats i ocupats pels llogaters i 2 estaven cedits a títol gratuït; 3 tenien una cambra, 4 en tenien dues, 36 en tenien tres, 69 en tenien quatre i 113 en tenien cinc o més. 200 habitatges disposaven pel capbaix d'una plaça de pàrquing. A 95 habitatges hi havia un automòbil i a 111 n'hi havia dos o més.

### Piràmide de població
La piràmide de població per edats i sexe el 2009 era:
| Homes | Edats   | Dones |
| ----- | ------- | ----- |
| 0     | 95 o +  | 0     |
| 4     | 90 a 94 | 4     |
| 0     | 85 a 89 | 8     |
| 4     | 80 a 84 | 8     |
| 8     | 75 a 79 | 12    |
| 28    | 70 a 74 | 24    |
| 20    | 65 a 69 | 24    |
| 24    | 60 a 64 | 12    |
| 20    | 55 a 59 | 12    |
| 8     | 50 a 54 | 20    |
| 8     | 45 a 49 | 8     |
| 24    | 40 a 44 | 16    |
| 32    | 35 a 39 | 28    |
| 12    | 30 a 34 | 20    |
| 12    | 25 a 29 | 16    |
| 8     | 20 a 24 | 8     |
| 8     | 15 a 19 | 8     |
| 8     | 10 a 14 | 12    |
| 24    | 5 a 9   | 28    |
| 16    | 0 a 4   | 16    |

## Economia
El 2007 la població en edat de treballar era de 329 persones, 231 eren actives i 98 eren inactives. De les 231 persones actives 209 estaven ocupades (113 homes i 96 dones) i 22 estaven aturades (10 homes i 12 dones). De les 98 persones inactives 33 estaven jubilades, 27 estaven estudiant i 38 estaven classificades com a «altres inactius».

### Ingressos
El 2009 a Vaumas hi havia 230 unitats fiscals que integraven 542,5 persones, la mediana anual d'ingressos fiscals per persona era de 14.817 €.

### Activitats econòmiques
Dels 25 establiments que hi havia el 2007, 3 eren d'empreses alimentàries, 3 d'empreses de fabricació d'altres productes industrials, 2 d'empreses de construcció, 5 d'empreses de comerç i reparació d'automòbils, 1 d'una empresa de transport, 1 d'una empresa d'hostatgeria i restauració, 1 d'una empresa immobiliària, 3 d'empreses de serveis, 3 d'entitats de l'administració pública i 3 d'empreses classificades com a «altres activitats de serveis».
Dels 7 establiments de servei als particulars que hi havia el 2009, 1 era una oficina de correu, 2 paletes, 1 lampisteria, 1 electricista, 1 perruqueria i 1 restaurant.
Dels 2 establiments comercials que hi havia el 2009, 1 era una fleca i 1 una carnisseria.
L'any 2000 a Vaumas hi havia 36 explotacions agrícoles que ocupaven un total de 2.226 hectàrees.

## Equipaments sanitaris i escolars
El 2009 hi havia una escola elemental.

## Poblacions més properes
El següent diagrama mostra les poblacions més properes.